# John C. Broderick
John C. Broderick (San Francisco, California, 22 de octubre de 1942 - Santa Mónica, California,  17 de junio de 2001) fue un productor, guionista y director de cine estadounidense.  

## Biografía
Broderick comenzó su carrera en el mundo del entretenimiento como actor en la escuela secundaria a la que asistía en el sur de San Francisco, y al mismo tiempo en la Universidad, donde trabajó como miembro de la "San Francisco Mime Troupe", un conjunto de mimos. Asistió a escuelas de cine en Suecia y Londres y regresó a los Estados Unidos para ejercer su oficio. Inicialmente dirigió películas de bajo presupuesto en Nueva York y luego se trasladó a Hollywood, donde trabajó como productor, director, actor y editor.
Trabajó en una amplia variedad de películas, incluyendo The Exorcist (1973, como editor supervisor, por la que recibió una nominación al Premio Óscar), Six Pack Annie (1975, director), Down and Out in Beverly Hills (1986, director de producción), The Warrior and the Sorceress (1984, dirigida en Argentina y coproducida por Héctor Olivera), El chip prodigioso (1987, coproducción con Joe Dante), Showdown in Little Tokyo (1991) y Monkey Trouble (1994, coproductor).
Broderick murió en Santa Mónica, California, el 17 de junio de 2001, a los 59 años, luego de años de combatir una enfermedad renal que lo venía aquejando.